# The Breaker (альбом)
| Совокупная оценка    | Совокупная оценка |
| Источник             | Оценка            |
| -------------------- | ----------------- |
| Metacritic           | 78/100            |
| Оценки критиков      |                   |
| Источник             | Оценка            |
| AllMusic             | [ 2 ]             |
| Entertainment Weekly | A–                |
| Paste                | 7.7/10            |
| Rolling Stone        | [ 5 ]             |

The Breaker — восьмой студийный альбом американской кантри-группы Little Big Town, выпущенный 24 февраля 2017 года на звукозаписывающем лейбле Capitol Nashville.

## История
Выход альбома был впервые проанонсирован в ноябре 2016 года во время пресс-конференции в Ryman Auditorium, на которой группа озвучила его название.
The Breaker получил положительные отзывы музыкальной критики и интернет-изданий: Metacritic, AllMusic.
| Публикация | Ранг | Список                               |
| ---------- | ---- | ------------------------------------ |
| TIME       | N/A  | 10 Best Albums of 2017 So Far        |
| The Boot   | 3    | 5 Best Country Albums of 2017 So Far |

| Год  | Ассоциация    | Категория          | Результат |
| ---- | ------------- | ------------------ | --------- |
| 2017 | CMA Awards    | Album of the Year  | Номинация |
| 2018 | Grammy Awards | Best Country Album | Номинация |

## Коммерческий успех
The Breaker дебютировал на позиции № 1 в кантри-чарте Top Country Albums журнала Billboard, а также на позиции № 4 в мультижанровом основном американском хит-параде Billboard 200 с тиражом 51 000 альбомных эквивалентных единиц (включая 44 000 истинных альбомных продаж). В результате он стал третьим альбомом группы на первом месте кантри-чарта Top Country Albums. На вторую неделю было продано 16 600 копий диска. К маю 2017 года тираж альбома достиг 110 500 копий в США.

## Синглы
Лид-синглом альбома The Breaker стала песня «Better Man». Сингл вышел 20 октября 2016 года с суммарным тиражом к февралю 2017 года 437 000 копий в США. Автором песни была Тейлор Свифт. Он достиг позиции № 1 в американском кантри-чарте Billboard Hot Country Songs и в радиоэфирном чарте Country Airplay.
Вторым синглом стал «Happy People», вышедший на кантри-радио 3 апреля 2017 года. Он достиг позиции № 46 в Country Airplay.
«When Someone Stops Loving You» должен выйти на радио 26 июня 2017 как третий официальный сингл с альбома.

## Список композиций
| №                   | Название                         | Автор(ы)                                                                | Lead vocals         | Длительность |
| ------------------- | -------------------------------- | ----------------------------------------------------------------------- | ------------------- | ------------ |
| 1.                  | «Happy People»                   | Lori McKenna, Hailey Whitters                                           | Karen Fairchild     | 2:47         |
| 2.                  | «Night on Our Side»              | Jay Joyce, Jeremy Spillman, Phillip Sweet, Ryan Tyndell, Jimi Westbrook | Jimi Westbrook      | 3:55         |
| 3.                  | «Lost in California»             | Hillary Lindsey, McKenna, Liz Rose                                      | Karen Fairchild     | 4:47         |
| 4.                  | «Free»                           | Barry Dean, Natalie Hemby, Luke Laird, McKenna                          | Karen Fairchild     | 3:28         |
| 5.                  | «Drivin' Around»                 | Kameron Alexander, David Embree, Audra Mae, Todd Spadafore              | Karen Fairchild     | 3:15         |
| 6.                  | «We Went to the Beach»           | Matt Jenkins, Chase McGill, Laura Veltz                                 | Phillip Sweet       | 3:07         |
| 7.                  | «Better Man»                     | Taylor Swift                                                            | Karen Fairchild     | 4:23         |
| 8.                  | «Rollin'»                        | Hemby, Sweet, Westbrook                                                 | Jimi Westbrook      | 2:37         |
| 9.                  | «Don't Die Young, Don't Get Old» | Karen Fairchild, Lindsey, McKenna, Rose, Kimberly Schlapman             | Karen Fairchild     | 3:15         |
| 10.                 | «Beat Up Bible»                  | Cary Barlowe, Lindsey, Shane Stevens                                    | Kimberly Schlapman  | 3:35         |
| 11.                 | «When Someone Stops Loving You»  | Lindsey, McGill, McKenna                                                | Jimi Westbrook      | 3:49         |
| 12.                 | «The Breaker»                    | Connie Harrington, TJ Osborne                                           | Phillip Sweet       | 2:51         |
| Общая длительность: | Общая длительность:              | Общая длительность:                                                     | Общая длительность: | 41:49        |

## Чарты
| Чарт (2017)                              | Высшая позиция |
| ---------------------------------------- | -------------- |
| Австралия (ARIA)                         | 26             |
| Канада (Canadian Albums Chart)           | 15             |
| Новая Зеландия Heatseekers Albums (RMNZ) | 10             |
| Шотландия (Scottish Albums Chart)        | 23             |
| Великобритания (UK Albums Chart)         | 65             |
| Великобритания (UK Country Albums Chart) | 1              |
| США (Billboard 200)                      | 4              |
| США (Billboard Top Country Albums)       | 1              |

## Сертификации
| Регион                                                                      | Сертификация | Продажи |
| --------------------------------------------------------------------------- | ------------ | ------- |
| США (RIAA)                                                                  | Золотой      | 500 000 |
| Данные о продажах + прослушиваниях приведены только на основе сертификации. |              |         |